# Devildriver (альбом)
DevilDriver (рус. «Водитель Дьявола») — дебютный студийный альбом американской грув-метал группы DevilDriver, созданной Дэзом Фафарой, бывшим участником группы Coal Chamber. Релиз вышел в 2003 году.
В сравнении с остальными альбомами DevilDriver выглядит более простым и Фафара использует более «демонический» вокал с использованием скриминга.
Был снят клип на песню «I Could Care Less», который успешно крутился на программах Headbangers Ball и Uranium. Песня «Devil’s Son» была включена в десятый эпизод шестого сезона сериала «Клиника».

## Список композиций
1. «Nothing’s Wrong?» — 2:37
2. «I Could Care Less» — 3:37
3. «Die (And Die Now)» — 2:59
4. «I Dreamed I Died» — 3:29
5. «Cry for Me Sky (Eulogy of the Scorned)» — 4:01
6. «The Mountain» — 4:05
7. «Knee Deep» — 3:11
8. «What Does It Take (To Be a Man)» — 3:13
9. «Swinging the Dead» — 3:37
10. «Revelation Machine» — 3:30
11. «Meet the Wretched» — 4:07
12. «Devil’s Son» — 2:49

## Синглы
- I Could Care Less
- Nothing’s Wrong?
- Swinging the Dead

## Участники записи
- Дэз Фафара — вокал
- Эван Питтс — гитара
- Джеф Кендрик — гитара
- Джон Миллер — бас
- Джон Боклин — ударные
- Майк Долинг — гитара в песне «Devil’s Son»